# Mi corazón es tuyo
Mi corazón es tuyo è una telenovela messicana trasmessa su Canal de las Estrellas dal 30 giugno 2014 al 1º marzo 2015. È un remake della serie televisiva spagnola Ana y los 7.

## Trama
Fernando Lascuráin è un ricco uomo d'affari e di recente vedovo, nel tentativo di aumentare i suoi sette figli indisciplinati. Egli cerca l'aiuto di una nuova tata. Assume e si innamora di Ana Leal, una ballerina esotica che lotta che cerca di nascondere la sua doppia vita. Anche se Ana lacks esperienza e una raffinata educazione, lei lega rapidamente con i bambini Lascuráin. Ana sogna di essere una madre, ma quando la sua casa è distrutta seguito ad un incidente, deve prendere in prestito denaro dal suo capo spietato in "Chicago", il night club dove è segretamente impiegato. Quando Fernando cade contemporaneamente per Ana e Isabela, una donna economista e sofisticata che è addestrato dalla madre a sposare un milionario, deve scegliere tra le due donne.

## Personaggi
- Ana Leal, interpretata da Silvia Navarro
- Fernando Lascuráin, interpretato da Jorge Salinas
- Isabela Vázquez De Castro, interpretata da Mayrín Villanueva
- Diego Lascuráin, interpretato da Pablo Montero
- Ángel Altamirano, interpretato da Jorge Aravena
- Juan "Johnny" Gutiérrez, interpretato da Adrián Uribe
- Estefanía "Fanny" Lascuráin Diez, interpretata da Paulina Goto
- Yolanda De Castro Vázquez, interpretata da Carmen Salinas
- Jennifer Rodríguez, interpretata da Fabiola Campomanes
- Nicolás Lascuráin, interpretato da Rafael Inclán
- Fernando "Nando" Lascuráin Diez, interpretato da Polo Morín
- Mike, interpretato da Marco Corleone
- León González, interpretato da Juan Pablo Gil
- Bruno Romero, interpretato da René Casados
- Enrique Basurto, interpretato da Lisardo Guarinos
- Estefanía Diez de Lascuráin, interpretata da Karla Gómez
- Sebastián Lascuráin Diez, interpretato da Emilio Osorio
- Ximena Luján Landeros, interpretata da Daniela Cordero
- Manuela, interpretata da Beatriz Morayra
- Alicia Lascuráin Diez, interpretata da Isidora Vives
- Guillermo "Guille" Lascuráin Diez, interpretato da José Pablo Alanís
- Alejandro "Alex" Lascuráin Diez, interpretato da Manuel Alanís
- Luz Lascuráin Diez, interpretata da Isabella Tena
- Laura, interpretata da Karla Farfán

## Colonna sonora
1. Mi corazón es tuyo - Kaay e Axel
2. Llévame despacio - Paulina Goto
3. Volveremos a ser - Los niños
4. Todos en la cocina - Silvia Navarro e Los niños
5. Te tengo y no - Pablo Montero
6. Maquina del tiempo - Abraham Batarse
7. De cabeza - Poncho e Valeria
8. Shalala - La Klave
9. Yo voy contigo - Brisa Carrillo
10. Ahora quién - Marc Anthony
11. Nunca dije - Kaay

## Riconoscimenti
| Anno | Premio                    | Categoria                            | Ricevente                          | Risultato       |
| ---- | ------------------------- | ------------------------------------ | ---------------------------------- | --------------- |
| 2014 | Premios People en Español | Miglior attrice                      | Silvia Navarro                     | Vincitore/trice |
| 2014 | Premios People en Español | Galanazo del año                     | Jorge Salinas                      | Candidato/a     |
| 2014 | Premios People en Español | Miglior chimica sullo schermo        | Silvia Navarro e Jorge Salinas     | Candidato/a     |
| 2014 | Premios People en Español | Miglior antagonista femminile        | Mayrín Villanueva                  | Candidato/a     |
| 2014 | Premios People en Español | Miglior telenovela                   | Mi corazón es tuyo                 | Candidato/a     |
| 2015 | TVyNovelas Awards         | Miglior telenovela dell'anno         | Mi corazón es tuyo                 | Vincitore/trice |
| 2015 | TVyNovelas Awards         | Miglior attore protagonista          | Jorge Salinas                      | Candidato/a     |
| 2015 | TVyNovelas Awards         | Miglior antagonista femminile        | Mayrín Villanueva                  | Candidato/a     |
| 2015 | TVyNovelas Awards         | Miglior giovane attrice protagonista | Paulina Goto                       | Vincitore/trice |
| 2015 | TVyNovelas Awards         | Miglior giovane attore protagonista  | Juan Pablo Gil                     | Candidato/a     |
| 2015 | TVyNovelas Awards         | Miglior primo attore                 | René Casados                       | Candidato/a     |
| 2015 | TVyNovelas Awards         | Miglior telenovela                   | Mi corazón es tuyo                 | Candidato/a     |
| 2015 | TVyNovelas Awards         | Miglior tema musicale                | "Mi corazón es tuyo" - Axel e Kaay | Vincitore/trice |
| 2015 | TVyNovelas Awards         | Coppia preferita                     | Silvia Navarro e Jorge Salinas     | Candidato/a     |
| 2015 | TVyNovelas Awards         | Slap preferita                       | Mayrín Villanueva e Silvia Navarro | Candidato/a     |
| 2015 | TVyNovelas Awards         | Miglior bacio                        | Silvia Navarro e Jorge Salinas     | Candidato/a     |
| 2015 | TVyNovelas Awards         | Miglior sorriso                      | Paulina Goto                       | Vincitore/trice |
| 2015 | TVyNovelas Awards         | Il più bello                         | Jorge Salinas                      | Candidato/a     |
| 2015 | TVyNovelas Awards         | Il più carina                        | Silvia Navarro                     | Candidato/a     |
| 2015 | TVyNovelas Awards         | Cattivi preferiti                    | Mayrín Villanueva                  | Candidato/a     |
| 2015 | TVyNovelas Awards         | Finale preferita                     | Mi corazón es tuyo                 | Vincitore/trice |
| 2015 | Premios Juventud          | Attore maschile preferito            | Jorge Salinas                      | Vincitore/trice |
| 2015 | Premios Juventud          | Attrice femminile preferita          | Paulina Goto                       | Candidato/a     |
| 2015 | Premios Juventud          | Attrice femminile preferita          | Silvia Navarro                     | Vincitore/trice |
| 2015 | Premios Juventud          | Miglior colonna sonora               | "Mi corazón es tuyo" - Axel e Kaay | Candidato/a     |
| 2015 | Kids Choice Awards México | Attore preferito                     | Polo Morín                         | Vincitore/trice |
| 2015 | Kids Choice Awards México | Attrice preferita                    | Paulina Goto                       | Vincitore/trice |
| 2015 | Kids Choice Awards México | Rivelazione preferita                | Emilio Osorio Marcos               | Candidato/a     |
| 2015 | Kids Choice Awards México | Rivelazione preferita                | Juan Pablo Gil                     | Candidato/a     |
| 2015 | Kids Choice Awards México | Rivelazione preferita                | Isabella Tena                      | Vincitore/trice |
| 2015 | Kids Choice Awards México | Canzone preferita                    | "Llévame despacio" - Paulina Goto  | Candidato/a     |
| 2015 | Kids Choice Awards México | Serie preferita                      | Mi corazón es tuyo                 | Candidato/a     |
| 2016 | Premios ASCAP             | Canzone dell'anno: Televisione       | Axel e Kaay                        | Candidato/a     |